# ActionKid
ActionKid, pseudônimo de Kenneth Chin, (Nova Iorque, 9 de outubro de 1987) é um youtuber sino-americano.

## Vida pessoal
Chin aprecia caminhar e sempre foi "obcecado por metrôs" desde que era mais jovem. Chin, em seu pseudônimo "ActionKid", filma frequentemente vídeos e suas rotas são influenciadas por "eventos atuais, reaberturas, horário do dia, pedidos dos espectadores e disponibilidade de Chin". Chin também possui uma licença de guia turístico da cidade de Nova Iorque desde 2019.